# Astral Lamp
『Astral Lamp』（アストラル・ランプ）は、KELUNのデビューアルバム。2007年11月21日に SME Recordsから発売された。

## 解説
初回仕様には、『銀魂』オリジナルキャラクター入り特製クリアしおり封入

## 収録曲
全曲　作詞：児島亮介 作曲・編曲：KELUN
1. SIGNAL
テレビ東京系アニメ『銀魂』第7期エンディングテーマ
2. シュナ
3. Rain Drop Street
4. HEART BEAT
tvk系UHF11局ネットドラマ『RHプラス』オープニングテーマ
5. Howling Heart
6. SWELLING

## 収録アルバム
- SIGNAL：オムニバス『銀魂BEST』（2009年03月25日）